# Stortjärnen (Junsele socken, Ångermanland, 708729-155389)
Stortjärnen är en sjö i Sollefteå kommun i Ångermanland och ingår i Ångermanälvens huvudavrinningsområde.